# Józef Ferdynand
Józef Ferdynand Salwator Habsburg Toskański, niem. Joseph Ferdinand Salvator Erzherzog von Österreich-Toskana (ur. 24 maja 1872 w Salzburgu, zm. 28 sierpnia 1942 w Wiedniu) – arcyksiążę austriacki z Domu Habsbursko-Lotaryńskiego, generał pułkownik cesarskiej i królewskiej Armii

## Kariera wojskowa
Arcyksiążę Józef Ferdynand Salwator ukończył Wojskową Wyższą Szkołę Realną w Hranicach (niem. Mährisch Weißkirchen), a następnie Terezjańską Akademię Wojskową w Wiener Neustadt. 18 sierpnia 1892 został mianowany porucznikiem cesarskich strzelców tyrolskich (niem. Kaiserjäger). W latach 1895–1897 był słuchaczem Szkoły Wojennej w Wiedniu (niem. k.u.k. Kriegsschule).
W 1905 został komendantem 93 Pułku Piechoty w Krakowie, a trzy lata później komendantem V Brygady Piechoty w Linzu. 29 października 1908 awansował na generała majora. W styczniu 1911 został wyznaczony na stanowisko komendanta 3 Dywizji Piechoty w Linzu. Na tym stanowisku, 1 maja 1911, awansował na generała dywizji (niem. Feldmarschalleutnant).
1 sierpnia 1914, w czasie mobilizacji, został mianowany komendantem XIV Korpusu oraz awansowany na generała piechoty. Od sierpnia 1914 brał udział w walkach specjalnej Grupy (14 KA i 14 Dywizja) skierowanej na pomoc 4 Armii generała Morisa Auffenberga. 2 września na czele Grupy Pościgowej (cztery dywizje piechoty i dwie dywizje kawalerii) za 4 Armią rosyjską, a 7 września walczący z 5 Armią rosyjską w rej. Posadowej.
Od 30 września 1914 był arcyksiążę wyznaczony na dowódcę 4 Armii austro-węgierskiej. Walczył pod Jarosławiem i 9 października pod Przeworskiem, a następnie toczył boje o przeprawę nad rzeką San z 3 Armią rosyjska gen. Radko Dimitrijewa. W kolejnych miesiącach walczył arcyksiążę w bitwach pod Limanową oraz w pod Gorlicami. W dniach 4 – 7 lipca poniósł klęskę w operacji pod Urzędowem tracąc do niewoli 22,5 tys. żołnierzy. Z kolei 16 lipca w natarciu pod Krasnymstawem był odrzucony przez siły 3 Armii, lecz rozpoczął natarcie na styk 3 i 4 Armii rosyjskiej. Jesienią 1915 armia Józefa Ferdynanda była podporządkowana Grupie Armii generała Aleksandra von Lisingena.
26 lutego 1916 arcyksiążę Józef Ferdynand został awansowany na generała pułkownika. Po klęsce nad rzeką Styr w tym samym roku zrzekł się dowodzenia armią. Od wiosny 1917 służył jako generalny inspektor Sił Powietrznych. Po rozpadzie Austro-Węgier w stanie spoczynku. Po anszlusie Austrii w 1938 więziony czasowo w obozie koncentracyjnym w Dachau.

## Rodzina
Arcyksiążę Józef Ferdynand był synem ostatniego wielkiego księcia Toskanii Ferdynanda IV. Był dwukrotnie żonaty i miał dwoje dzieci: córkę Klaudię i syna Maksymiliana.

## Odznaczenia
Do 1917:
- Order Złotego Runa (Austria)
- Krzyż Wielki Orderu Leopolda z Dekoracją Wojenną (Austria)
- Order Korony Żelaznej I Klasy z Dekoracją Wojenną (Austria)
- Krzyż Zasługi Wojskowej I Klasy z Dekoracją Wojenną (Austria)
- Krzyż Zasługi Wojskowej III Klasy (Austria)
- Brązowy Medal Signum Laudis na Wojennej Wstążce z Mieczami (Austria)
- Brązowy Medal Signum Laudis na Pokojowej Wstążce (Austria)
- Brązowy Medal Jubileuszowy Pamiątkowy dla Sił Zbrojnych (Austria)
- Krzyż Jubileuszowy Wojskowy (Austria)
- Gwiazda Zasługi z Dekoracją Wojenną Odznaki Honorowej Czerwonego Krzyża (Austria)
- Krzyż Mariański (Austria)
- Order Świętego Stefana (Toskania)
- Krzyż Wielki Orderu Świętego Józefa (Toskania)
- Order Orła Czarnego (Prusy)[3]
- Wielki Komandor Orderu Królewskiego Hohenzollernów z Mieczami (Prusy)
- Krzyż Żelazny I i II Klasy (Prusy)
- Krzyż Wielki Orderu Świętego Ferdynanda (Sycylia)
- Order Świętego Huberta (Bawaria)
- Order Korony Rucianej (Saksonia)
- Krzyż Wielki Orderu Leopolda (Belgia)
- Złoty i Srebrny Medal Imtiyaz (Turcja)
- Medal Wojenny (Turcja)
- Krzyż za Wierną Służbę (Schaumburg-Lippe)